# كريستين جاكسون (ناشطة حقوق الإنسان)
كريستين جاكسون (بالإنجليزية: Christine Jackson)‏ هي ناشطة حقوق الإنسان بريطانية، ولدت في 1942، وتوفيت في 11 أكتوبر 2013 بسبب سرطان.